# 수성택주
수성택주 임씨(綏成宅主 任氏, ? ~ ?)는 고려 중기의 귀족으로 무신 정권의 지도자 최충헌의 재취부인이었으며, 고려 인종 왕비 공예왕후 임씨의 조카딸이며, 최충헌의 사위 임효명(任孝明)과는 사촌지간이다.
1196년 남편 손홍윤이 최충헌에게 살해된 뒤, 최충헌의 첩이 되었다가 후에 최충헌이 고려 강종의 서녀인 정화옹주와 결혼하면서 그도 수성택주에 책봉되었다.

## 생애
조부는 문하시중 임원후(任元厚) 부친은 이부시랑(吏部侍郞)등을 역임하고 
이부상서(吏部尙書) 한림학사(翰林學士)로 추증된 임부(任溥)이다. 
상장군 손석의 아들 손홍윤과 결혼하였다. 1196년(명종 27년) 4월 최충헌이 정변을 일으켜 손석, 권절평 등을 죽인 뒤, 손홍윤을 술좌석에 초청한 후 살해하였다. 최충헌은 손홍윤의 처 임씨가 미인이라 하여 그를 빼앗아 자신의 첩으로 삼았다.
후에 최충헌이 강종의 서녀인 정화옹주 왕씨(靜和翁主 王氏)를 부인으로 맞이하자, 정화옹주는 정화택주가 되었고 임씨도 수성택주라는 작위를 특별히 받게 되었다. 그는 최충헌의 다섯째 아들 최성(崔星, ? ~ ?)을 낳았다. 최충헌 묘지명이 발견되면서 정화택주 왕씨에게 최구(崔衢) 외에 조계종 승려로 출가한 아들이 한명 더 있었던 것이 확인되었다. 이후 생애는 미상이다.

## 가족 관계
- 남편 : 손홍윤(? - 1196년)
  - 자녀 : 손홍윤과의 사이에서 자녀 존재 여부는 확인되지 않았다.
- 남편 : 최충헌
  - 아들 : 최성(崔星, ? ~ ?), 수사도 상주국을 지내고 영가백에 봉작되었다.